# Gran Turismo 7
A Gran Turismo 7 egy verseny-videojáték, amit a japán Polyphony Digital fejlesztett és a Sony Interactive Entertainment adott ki. 2022. március 4-én jelent meg PlayStation 4 és PlayStation 5 konzolokra a játékszéria 25. évfordulóját ünnepelve.

## Játékmenet
A Gran Turismo 7 egy valósághű versenyjáték, amely különféle kitalált, illetve valós versenypályákon játszódik.
A játék elején Sarah üdvözöl minket GT Resort városában, majd krediteket (pénzt) kapunk tőle első autónkra. Miután ezt megvásároltuk, a texasi Northern Isle Speedway-ra utazunk első versenyünkre. Ezután kezdődik el a karrierünk.
A játékban fontos szerepet fog játszani az autógyűjtés, amelynek a helyszíne a „Gran Turismo kávézó”. A kávézó tulajdonosa az olasz-amerikai Luca, aki tanácsokkal lát el minket, hogy milyen autókat gyűjtsünk össze. Miután összegyűjtőttük ezeket, Luca ad egy jegyet, amit beváltva egy új autót szerezhetünk.
Természetesen visszatér az utoljára 2013-ban, a Gran Turismo 6-ban látott GT Auto menüpont, ahol szervizelhetjük kocsijainkat. A soha meg nem jelent drag verseny-mód is visszatér.
A játék számos virtuális múzeumot tartalmaz, ahol sok mindent meg lehet tanulni az autógyártók történetéről. A Gran Turismo 7 hivatalos féktárcsa-beszállítója a Brembo, ezért Brembo termékeket lehet vásárolni a játék tuningboltjában.

## Autók
A játék rengeteg autót tartalmaz az autógyártás történetéből, mint például a 90-es évek kedvelt japán sportkocsijait és a 60-as évek európai versenyautóit. Számos különféle versenysorozatokon alapuló kitalált versenyautók is szerepelnek, mint például a Hyundai Genesis Gr.4, ami a GT4-bajnokságon alapszik. A játék a 2. világháború előtt készült "vintage" autók, mint például a Mercedes Barker Tourer és az Alfa Romeo C8 Berlinetta előtt is tiszteleg.

### Update-ek új autói
A játék a megjelenés napján 400 autót tartalmazott, de ez a szám folyamatosan növekszik a havonta érkező ingyenes frissítésekkel.
Az első három új autó (Subaru BRZ, Subaru GT300, Suzuki Capuccino) 2022. április 25-én került bele a játékba. Ez a frissítés Spa-Francorchamps egy új vonalvezetését is elhozta. A második frissítés három új autót (Toyota GR010, Suzuki Vision Gran Turismo, és egy gyorsulási versenyre tervezett Chevrolet Camaro) rakott a játékba néhány új versennyel együtt. A harmadik frissítés a legendás Suzuki Escudót, a Suzuki Vision Gran Turismo versenyváltozatát és egy amerikai hotrod autót rakott a játékba.

## Fogadtatás
Vegyes fogadtatásban részesült a Gran Turismo 7, rengeteg kritikát kapott a mikrotranzakciók nagymértékű használata és a nagyon nehezen "farmolható" autók miatt. A játék Metacritic-en a legrosszabb értékelést kapta a PlayStation exkluzívjai közül, de ennek ellenére megválasztották a hónap legjobb új játékának.

## Díjak
- 2022. március hónap legjobb új játéka.
- A 2022-es év legjobb sport/verseny játéka.[1]